# Govsi Tabrizi

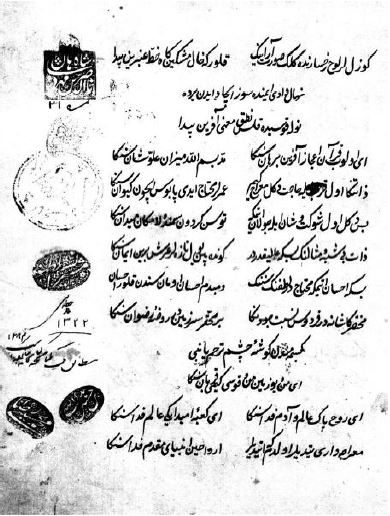
Un poème de Govsi Tabrizi.

Govsi Tabrizi était un poète du XVIIe siècle.

## Biographie
Govsi Tabrizi est né à Tabriz dans en 1568. Son père, Ismail Govsi était un artisan et un poète. Tabrizi a fait ses études à Ispahan et pendant son séjour là-bas, il a écrit des poèmes sur Tabriz et a souvent comparé les deux villes.
Les recueils de poèmes lyriques de Tabrizi sont conservés dans deux manuscrits. L'un se trouve à la British Library à Londres et l'autre au musée d'histoire de la Géorgie à Tbilissi.